# Гархвал (государство)

Княжеский флаг Тихри-Гархвала

Гархвал (англ. Garhwal) — монархическое государство, существовавшее на территории региона Гархвал в современном штате Уттаракханд (Индия). Возникло в результате распада государства Катьюри в середине XIV века и прекратило существование из-за захвата почти всей территории Непалом в 1803 году, после изнуряющего голода и разрушительного землетрясения в конце XVIII века. В 1814 году государство было восстановлено под названием Княжества Тихри, зависимого от Ост-Индской компании.

## История государства
Возможно, около II века регион находился под властью королевства Кунинда, на что указывают находки монет этого государства, однако эти монеты могли быть результатом торговых отношений. Сюаньцзан, китайский путешественник, посетивший регион в 629 году, упоминает на его территории государство Брахампура, которое могло распространяться, как только на предгорья Гархвала, так и на весь Уттаракханд. С VIII—IX веков регион попал под власть династии Катьюри, которая объединяла всю территорию Уттаракханда, а её столицей на протяжении позднего периода был город Картикеяпура (сейчас Байджнатх). В конце концов, государство пришло в упадок, утратив контроль над Кумаоном, а потом распавшись на небольшие княжества. Момент распада государства Катьюри обычно связывают со смертью царя Бира Дева. После распада государства Катьюри на территории Гархвала образовались многочисленные небольшие княжества, которыми были построены 52 крепости для обороны друг от друга, известные как Боани-гарх, которые обычно ассоциируются собственно с княжествами.

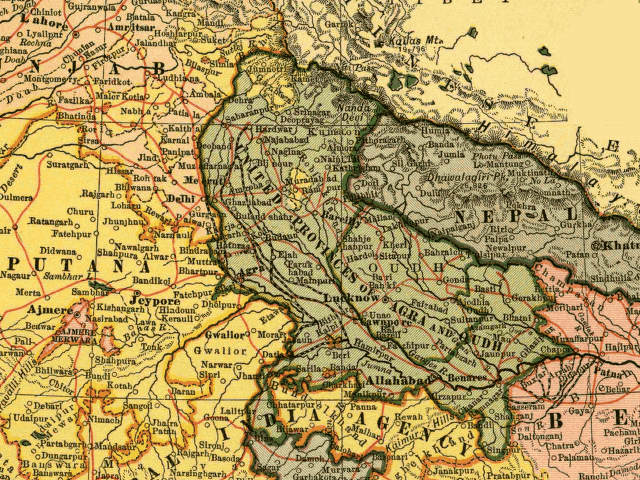
Карта Объединённых провинций в 1903 году с указанием границ королевства Гархвал

Начало правящей династии будущего королевства прослеживают до VIII века, когда Канакпал, принц Малвы из Раджпутской династии Панвар, во время паломничества в регион встретил князя Катьюри Бхану Пратапа, правителя Чандпура. Бхану Пратап не имел сыновей, только дочерей. Поэтому Канакпал, женившийся на дочери Бхану Пратапа, унаследовал княжество и правил им 11 лет, приблизительно с 745 по 756 годы.
Чандпур оставалось одним из многих зависимых от Катьюри княжеств до начала правления десятого князя династии, Бхагати Пала, который правил в 952—977 годах. В это время значение княжества начало возрастать. Однако в течение следующих столетий усиление Чандпура сдерживалось сильным соперником, непальской династией Малла. Датой основания нового королевства Гархвал называют 1358 год, когда начал править 37-й монарх Чандпура Аджай Пал англ. Ajay Pal, который сумел взять все небольшие княжества региона под свой контроль и сделал столицей нового царства город Девалгарх (позднее столица была перенесена в город Шринагар).
Балбадра Шах (англ. Balbhadra Shah, 1575—1591), первый правитель государства, принявший титул Шаха, сравнивая себя с Великими Моголами, породнился с династией Лоди Делийского султаната. Махипат Шах (англ. Mahipat Shah) несколько расширил границы царства в середине XVII века, а его сын Притхви Шах (англ. Prithvi Shah) успешно защищал государство от атак Моголов, прославившись отрезанием носов противникам. Установленные им памятники до сих пор ещё существуют в округе Дехрадун.
Следующим известным правителем был Фатех Шах, который правил Гархвалом с 1684 по 1716 годы, и запомнился битвой при Бхангани 18 сентября 1688 года, в которой войска раджей региона Сивалик были побеждены армией Гобинда Сингха. Во время его правления в регионе поселились зависимые от Аурангзеба правители, которыми был основан город Дехрадун. Фатех Шах умер в 1716 году, а его сын Упендра Шах (англ. Upendra Shah) умер через год после наследования трона. В результате государством стал править Прадип Шах (англ. Pradip Shah), во время правления которого в регион вторглись войска Наджиб-ул-Даулы, губернатора Сахаранпура.
Позднее государством правили другие наследники династии. Голод и землетрясение в конце XVIII века позволили непальцам захватить регион, в результате чего Прадьюман Шах (англ. Pradyuman Shah) сбежал из Шринагара в Дехрадун, а затем в Сахаранпур, и погиб в битве в 1804 году. Его брат, Притам Шах (англ. Pritam Shah), попал в плен к непальцам, а гархвальцы были вынуждены отступить на равнины, оставив государство непальцам на 12 лет. Следующий правитель, Сударшан Шах (англ. Sudarshan Shah), оставался в Харидваре под защитой британцев, до восстановления власти княжества Тихри.